# Partido Nacional Patriótico
El Partido Nacional Patriótico (en inglés: National Patriotic Party) o NPP es un partido político liberiano fundado en 1997 por miembros del Frente Patriótico Nacional de Liberia, liderado por Charles Ghankay Taylor, después del final de la primera guerra civil liberiana. Respaldó la candidatura de Taylor en las elecciones generales de 1997. Taylor obtuvo una abrumadora victoria con el 75.33% de los votos y el NPP recibió mayoría absoluta en ambas cámaras de la Legislatura. La elección fue profundamente controvertida y se sospechaba que la mayoría votó por Taylor solo para evitar otra guerra civil. Sin embargo, esto en última instancia no sirvió y un segundo conflicto derrocó a Taylor seis años más tarde.
Para las elecciones generales de 2005, tras la pacificación del país, y estando Taylor encarcelado, el partido respaldó a Roland Massaquoi como candidato a la Presidencia de la República, obteniendo el 4.14% de los votos solamente. Sin embargo, consiguió perfilarse como una fuerza importante a nivel nacional con 4 representantes y 3 senadores. Logró el tercer lugar en las elecciones legislativas de 2011 y las senatoriales de 2014. Finalmente, en 2017, fundó junto al Congreso para el Cambio Democrático y el Partido Democrático del Pueblo Liberiano, la Coalición por el Cambio Democrático, que ganó las elecciones generales de 2017 con George Weah (del CDC) como candidato presidencial y Jewel Taylor, (del NPP) la exesposa de Taylor, como compañera de fórmula.
A principios de 2017, se descubrió que Charles Taylor todavía dirigía el partido desde la cárcel mediante llamadas telefónicas.